# Ichneumon incrassator
Ichneumon incrassator là một loài tò vò trong họ Ichneumonidae.